# Kokang (popolo)
I kokang (in cinese: 果敢族S, Guǒgǎn ZúP; in birmano: ကိုးကန့်လူမျိုး) sono un gruppo etnico della Birmania. La maggior parte della popolazione è concentrata nella Zona auto-amministrata Kokang, all'estremo nord-est dello Stato Shan e ai confini con la provincia cinese dello Yunnan. Sono i discendenti dei cinesi han trapiantati in quest'area nel XVII secolo.

## Storia
Le origini dei kokang risalgono ai lealisti della dinastia Ming che attorno alla metà del XVII secolo si rifugiarono nella zona dove sono oggi i kokang dopo la caduta della Cina nelle mani della nuova dinastia Qing. Si insediarono in una valle ad est delle profonde gole del fiume Saluen, una remota zona ai piedi dell'altopiano Tibetano e ai confini tra la provincia cinese dello Yunnan e la Birmania. Alla guida di questi lealisti vi fu un commerciante di tè del clan Yang, che divenne ben presto un signore della guerra e sottomise le minoranze etniche non cinesi presenti nei dintorni. Ai capi del clan Yang l'Impero cinese concedette quindi di governare la zona come vassalli. Alla corte degli Yang furono mantenuti l'uso della lingua cinese e la cultura degli han, che di fatto componevano la maggioranza della popolazione. Gli Yang di Kokang dovettero pagare tributi anche al saopha degli shan della vicina Hsenwi.
Dopo aver sottomesso la Birmania con le guerre anglo-birmane, nel 1897 i britannici obbligarono la Cina a cedere Kokang alla Birmania. Nel 1923, le autorità coloniali permisero agli Yang di coltivare papavero da oppio invece del tè, dando il via a un periodo di prosperità per i kokang, basato sulla vendita dell'oppio. Durante la seconda guerra mondiale, i kokang combatterono contro gli invasori giapponesi schierandosi con i nazionalisti cinesi del Kuomintang, alleati dei britannici. Alla fine del conflitto i britannici li ricompensarono nel 1947 dichiarando Kokang uno degli Stati Shan e l'anno dopo la Birmania ottenne l'indipendenza. Dopo il colpo di Stato del 1962, il nuovo regime birmano smantellò gli Stati Shan e Kokang fu inserito nel nuovo Stato Shan che comprendeva tutti i principati che formavano gli Stati Shan. Tra il 1963 e il 1968 vi furono nella zona dei kokang sanguinose lotte per il controllo del traffico di oppio, che costrinsero buona parte della popolazione civile a rifugiarsi a Lashio o in Thailandia.
A partire dalla fine degli anni sessanta, il filo-cinese e clandestino Partito Comunista della Birmania ebbe grande influenza tra i kokang, che si unirono alla lotta contro il governo centrale. Con la dissoluzione del Partito Comunista, nel 1990 fu garantita un minimo di autonomia ai kokang, che non erano più governati dagli Yang. Negli anni seguenti nuovi scontri ebbero luogo tra l'esercito birmano e l'Esercito della alleanza democratica nazionale di Myanmar, a cui facevano riferimento gli indipendentisti kokang guidati da Pheung Kya-shin, e molti civili fuggirono in vicine località dello Yunnan. Il conflitto durò circa un ventennio e, dopo gli accordi di pace, nel 2010 il governo birmano concedette l'istituzione della Zona auto-amministrata Kokang, suddivisione politico-territoriale di primo livello della Birmania. Il territorio di circa 10 000 km² comprendeva una popolazione di circa 150 000 abitanti, tra i quali molti cinesi residenti in Yunnan che svolgevano i loro affari nella zona. Fu data ampia autonomia ai kokang, come la possibilità di avere un moderno esercito di 20 000 soldati equipaggiati con armi moderne, di continuare il traffico di oppio e il commercio di pietre preziose.
La creazione della Zona Kokang vide però l'allontanamento dal potere di Pheung Kya-shin, che da diversi anni controllava l'area e che non depose le armi contro il governo centrale per riprenderne il controllo. Il drammatico intervento del 2015 operato dall'esercito birmano nella Zona Kokang per sopprimere le truppe di Pheung Kya-shin costrinse alla fuga la maggior parte dei civili, molti dei quali furono violentati o uccisi. Un'analoga situazione si ripeté dopo l'attacco dell'Esercito della alleanza democratica nazionale contro le postazioni governative in Kokang nel febbraio 2017.